# Sabina sabina
Sabina sabina är en fjärilsart som beskrevs av Carl Plötz 1883. Sabina sabina ingår i släktet Sabina och familjen tjockhuvuden. Inga underarter finns listade i Catalogue of Life.